# Wageningen (Suriname)
Wageningen ist ein Ort und Ressort in der Republik Suriname, im Distrikt Nickerie.
Wageningen liegt im Nordwesten von Suriname am Nickerie, gegenüber der Einmündung des Maratakka. Wageningen ist das Zentrum des Reisanbaues von Suriname. Es war Sitz des früheren Staatsbetriebes Stichting Machinale Landbouw (SML), heute die private Suriname Rijst Organisatie (SRO) mit circa 5000 Hektar Anbaufläche. Der Ort hat 2937 Einwohner (Census 2012) und verfügt über ein Krankenhaus, Polizeiposten, Postbüro, Basisschulen, eine Realschule, zwei Schwimmbäder, Sportfelder, mehrere Kirchen, das Gemeinschaftszentrum Masanga, ein kulturelles Zentrum sowie ein Hotel und Motel. In Wageningen wurde außerdem eine Landepiste angelegt mit dem Airport-Code (AGI), und es besitzt einen Hafen für kleinere Seeschiffe.